# سرخ‌دشت
سرخ‌دشت، روستایی است از توابع بخش بهنمیر شهرستان بابلسر در استان مازندران ایران.دارای چند آببندان به نام های آبندان سرخدشت ،مسک،شکنده و...

## جمعیت
این روستا در دهستان بهنمیر قرار داشته و براساس آخرین سرشماری مرکز آمار ایران که در سال ۱۳۸۵ صورت گرفته، جمعیت آن ۱۱۵۵نفر (۳۰۶خانوار) بوده‌است.